# Westwood Hills (Kansas)
Westwood Hills é uma cidade localizada no estado americano do Kansas, no Condado de Johnson.

## Geografia
De acordo com o United States Census Bureau, a cidade tem uma área de 0,2 km², onde todos os 0,2 km² estão cobertos por terra.

### Localidades na vizinhança
O diagrama seguinte representa as localidades num raio de 4 km ao redor de Westwood Hills.

## Demografia
Segundo o censo nacional de 2010, a sua população é de 359 habitantes e sua densidade populacional é de 1 980 hab/km². É a cidade mais densamente povoada do Kansas. Possui 177 residências, que resulta em uma densidade de 976,29 residências/km².